# يوشيتاكا ساكورادا
يوشيتاكا ساكورادا (باليابانية: 桜田 義孝) هو سياسي ياباني من الحزب الليبرالي الديمقراطي الياباني، وعضو في مجلس النواب، ووزير الدولة لأولمبياد طوكيو وأولمبياد ذوي الاحتياجات الخاصة في حكومة شينزو آبي الرابعة.
انتقده رئيس مجلس الوزراء يوهي كونو لوصفه ضحايا الاسترقاق الجنسي، المعروفين باسم نساء المتعة؛ إذ قال أنهم عاهرات. وتراجع يوشيتاكا عن تصريحاته وقدم اعتذارًا.
في نوفمبر 2018، أثارت ردوده ذهول المشرعين بعدما قال في جلسة لمجلس النواب أنه لم يكن بحاجة لاستخدام حاسوب طوال حياته العملية، مع العلم أنه يشغل منصب نائب رئيس مكتب إستراتيجية الأمن السيبراني الحكومي.

## استشهادات
1. 1 2   http://www.dot-jp.or.jp/seijinavi/. {{استشهاد ويب}}: |url= بحاجة لعنوان (مساعدة) والوسيط |title= غير موجود أو فارغ (من ويكي بيانات) (مساعدة)
2. ↑   https://www.sinseiren.org/. اطلع عليه بتاريخ 2022-07-02. {{استشهاد ويب}}: |url= بحاجة لعنوان (مساعدة) والوسيط |title= غير موجود أو فارغ (من ويكي بيانات) (مساعدة)
3. ↑   http://sakurada-yoshitaka.jp/?page_id=23. اطلع عليه بتاريخ 2017-10-19. {{استشهاد ويب}}: |url= بحاجة لعنوان (مساعدة) والوسيط |title= غير موجود أو فارغ (من ويكي بيانات) (مساعدة)
4. ↑  "يوهي كونو ينتقد نائبا برلمانيا يابانيا لوصفه نساء المتعة بالعاهرات". كي بي إس. 15 يناير 2016. مؤرشف من الأصل في 2018-11-16. اطلع عليه بتاريخ 2018-11-16.
5. ↑  "وزير الأمن السيبراني الياباني لم يستخدم جهاز حاسب مطلقًا". البوابة العربية للأخبار التقنية. 16 نوفمبر 2018. مؤرشف من الأصل في 2018-11-16. اطلع عليه بتاريخ 2018-11-16.

## وصلات خارجية
- يوشيتاكا ساكورادا على موقع أوليمبيديا (الإنجليزية)